# لورانس دبليو. ليفين
لورانس دبليو. ليفين (بالإنجليزية: Lawrence W. Levine)‏ هو مؤرخ أمريكي، ولد في 27 فبراير 1933، وتوفي في 23 أكتوبر 2006.

## وصلات خارجية
- لورانس دبليو. ليفين على موقع ميوزك برينز (الإنجليزية)